# マンスフィールド・カレッジ (オックスフォード大学)
マンスフィールド・カレッジ (英: Mansfield College) は、イングランド、オックスフォード大学の構成カレッジの1つ。

## 概要
オックスフォードの街の中心に位置する大学、マンスフィールドカレッジは比較的規模が小さく、学部生及び教員合わせて約210名で構成されている。
博士であるアルベルト・シュヴァイツァーは、神学、有名なバッハの専門家マンスフィールドで特別講師と頻繁に礼拝堂オルガンを演奏した。

## マンスフィールド・カレッジゆかりの人々

### スタッフとフェロー
- アルベルト・シュヴァイツァー： 神学者、教育者

### 著名な卒業生

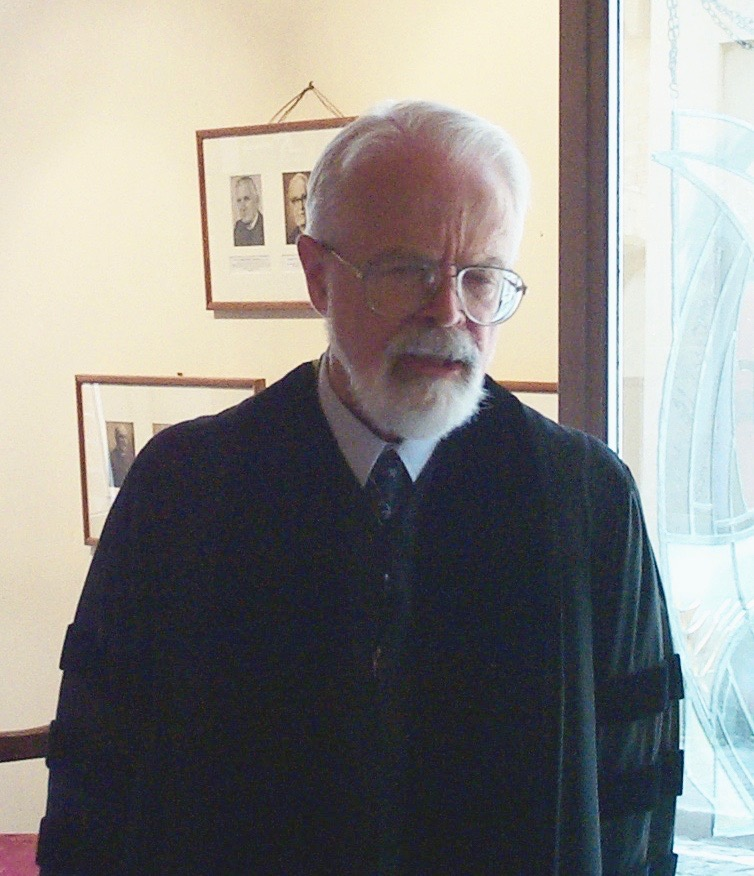
ロバート・メリヒュー・アダムズ、哲学者
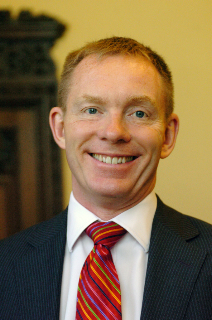
クリス・ブライアント、国会議員（庶民院）
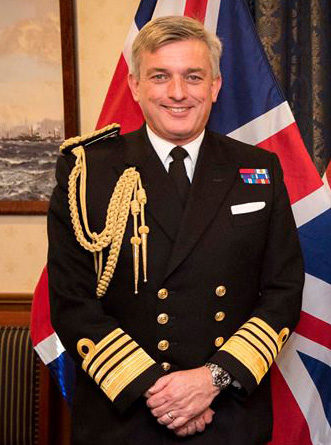
サー・フィリップ・ジョーンズ（英語版）、第一海軍卿

- ロバート・メリヒュー・アダムズ、宗教哲学者
- パメラ・スー・アンダーソン、哲学者
- マーカス・ボーグ、アメリカの学者で神学者
- クリス・ブライアント、国会議員（庶民院）